# Star Vehicle
Star Vehicle (re-titulada en América del Norte como Bleading Lady) es una película de terror de 2010 dirigida por Ryan Nicholson y protagonizada por Dan Ellis, Sindy Faraguna, Nathan Durec y Nick Windebank.

## Trama
La película cuenta la historia de Don Cardini, maltratado por estrellas y estudiantes arrogantes, que se convierte en una bomba de venganza. 

## Elenco
- Dan Ellis como Don/Conductor
- Sindy Faraguna como Riversa Red
- Nick Windebank
- Nathan Durec como Luke
- Erendira Farga como Sienna
- Kris Michaleski como Jordan
- Mike Li como Frank
- Paige Farbacher como Jenny
- Ady Mejia como Deb
- Gary Starnell
- Joshua Garcia
- Jason Hermandez
- Evanghelia Katsiris
- Dave Thompson
- Matt Janega
- Ronny Monahan como Thomas
- Rachelle George como Chris
- Jarod Joseph como Jodi
- Babak Salimy como Rick
- Rochelle Jones
- Paul Baynton
- Francisco Cano
- Guy Russell
- Tina Baloochestany como Danielle
- Randy Jones como Randy

## Producción
Ryan Nicholson produjo la película a través de Plotdigger Films.

## Lanzamiento
Fue lanzada en forma censurada en Europa en el otoño de 2010.